# Perilampsis deemingi
Perilampsis deemingi es una especie de insecto del género Perilampsis de la familia Tephritidae del orden Diptera.

## Historia
De Meyer la describió científicamente por primera vez en el año 2009.